# Мирчев, Кирил
Кирил Спиридонов Ми́рчев — болгарский филолог, член-корреспондент Болгарской академии наук.

## Биография
Изучал славистику в Софии, с 1946 года работал профессором в Софийском университете. В своей научной деятельности занимался историей болгарского языка и диалектологией. В 1959 году был награждён премией имени Г. Димитрова.

## Труды
- Altbulgarische Sprache, 1954
- Historische Grammatik der bulgarischen Sprache, 1958